# Венья-Вер
Венья-Вер (порт. Venha-Ver) — муниципалитет в Бразилии, входит в штат Риу-Гранди-ду-Норти. Составная часть мезорегиона Запад штата Риу-Гранди-ду-Норти. Входит в экономико-статистический микрорегион Серра-ди-Сан-Мигел. Население составляет 3810 человек на 2006 год. Занимает площадь 71,622 км². Плотность населения — 53,2 чел./км².

## Статистика
- Валовой внутренний продукт на 2003 год составляет 7 195 389,00 реалов (данные: Бразильский институт географии и статистики).
- Валовой внутренний продукт на душу населения на 2003 год составляет 1981,11 реалов (данные: Бразильский институт географии и статистики).
- Индекс развития человеческого потенциала на 2000 год составляет 0,544 (данные: Программа развития ООН).